# Charles Matthau

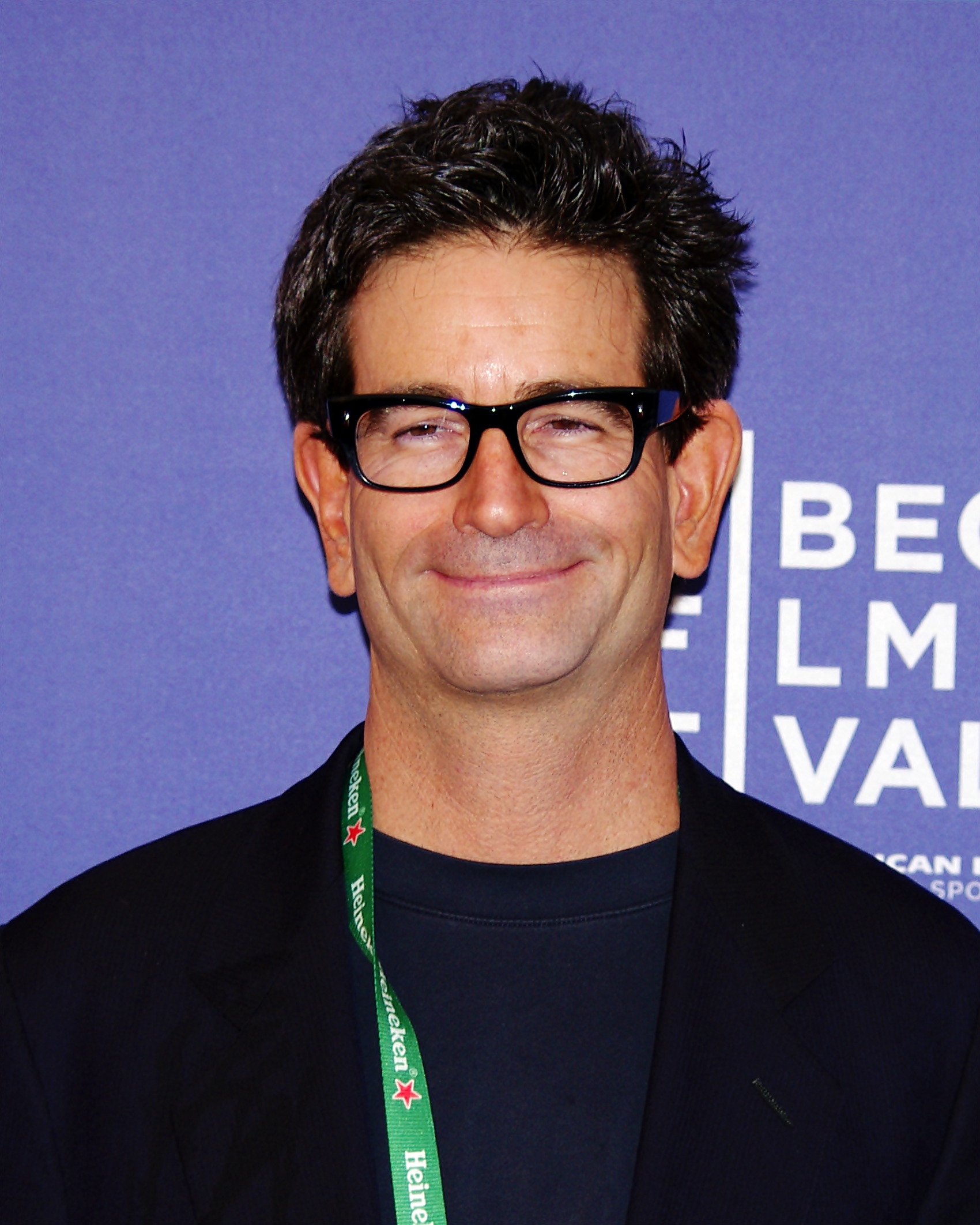
Charles Matthau (2012)

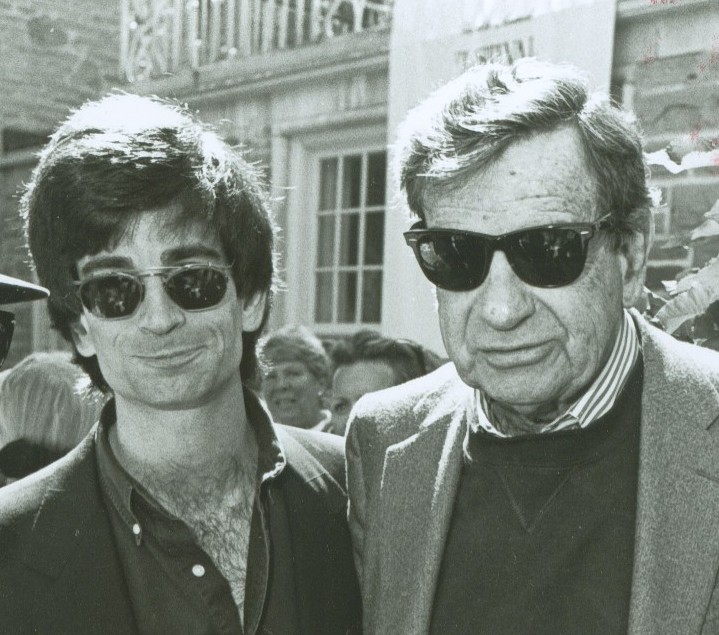
Charles Matthau mit seinem Vater Walter Matthau in den 1990er Jahren

Charles Marcus „Charlie“ Matthau (* 10. Dezember 1962 in New York City, New York) ist ein US-amerikanischer Filmschauspieler und Filmregisseur.

## Leben
Charles Matthau wurde 1962 als Sohn von Walter Matthau und seiner Frau, der Schauspielerin Carol Grace, geboren. Er hat zwei ältere Halbgeschwister, den Schauspieler David und Jenny. Seine erste Filmrolle übernahm er 1973 im Alter von zwölf Jahren in einem Film seines Vaters, Der große Coup (Charley Varrick). Nach verschiedenen kleineren Rollen führte er 1988 bei Hilfe, ich bin ein Außerirdischer (Doin’ Time on Planet Earth) zum ersten Mal Regie. In Aufgelegt! (Hanging Up) spielte er die Figur seines Vaters als jungen Mann.

## Filmografie (Auswahl)

### Schauspieler
- 1976: Die Bären sind los  (The Bad News Bears)
- 1978: Hausbesuche (House Calls)
- 1991: Mrs. Lamberts letzte Reise (Mrs. Lambert Remembers Love)
- 1995: Gieriges Verlangen (Number One Fan)
- 1995: Die Grasharfe (The Grass Harp; hier auch Regie)
- 1998: Papas zweiter Frühling (The Marriage Fool)
- 2000: Aufgelegt! (Hanging Up)
- 2003: An Ordinary Killer
- 2003: Her Minor Thing
- 2012: Freaky Deaky - Das Ende der Zündschnur

### Regisseur
- 1988: Hilfe, ich bin ein Außerirdischer – Ausgeflippte Zeiten auf der Erde (Doin' Time on Planet Earth)
- 1995: Die Grasharfe (The Grass Harp)
- 2012: Freaky Deaky - Das Ende der Zündschnur

## Auszeichnungen
- 1988: Nominierung für den Saturn Award in der Kategorie Bester Regisseur für Hilfe, ich bin ein Außerirdischer – Ausgeflippte Zeiten auf der Erde
- 1995: Family Film Award für Die Grasharfe